# Pont de Londres
« London Bridge » redirige ici.  Pour les autres significations, voir London Bridge (homonymie).
Ne doit pas être confondu avec Tower Bridge.
Le pont de Londres (en anglais : London Bridge) est un pont britannique enjambant la Tamise au niveau de la Cité de Londres — étant l'un des quatre ponts gérés par les services du lord-maire — pour rejoindre les quartiers de Southwark et de Newington dans le borough de Southwark. Les ouvrages qui le précèdent jusqu'en 1750 sont les seuls qui permettaient alors de franchir le fleuve au niveau de la capitale britannique.

## Histoire

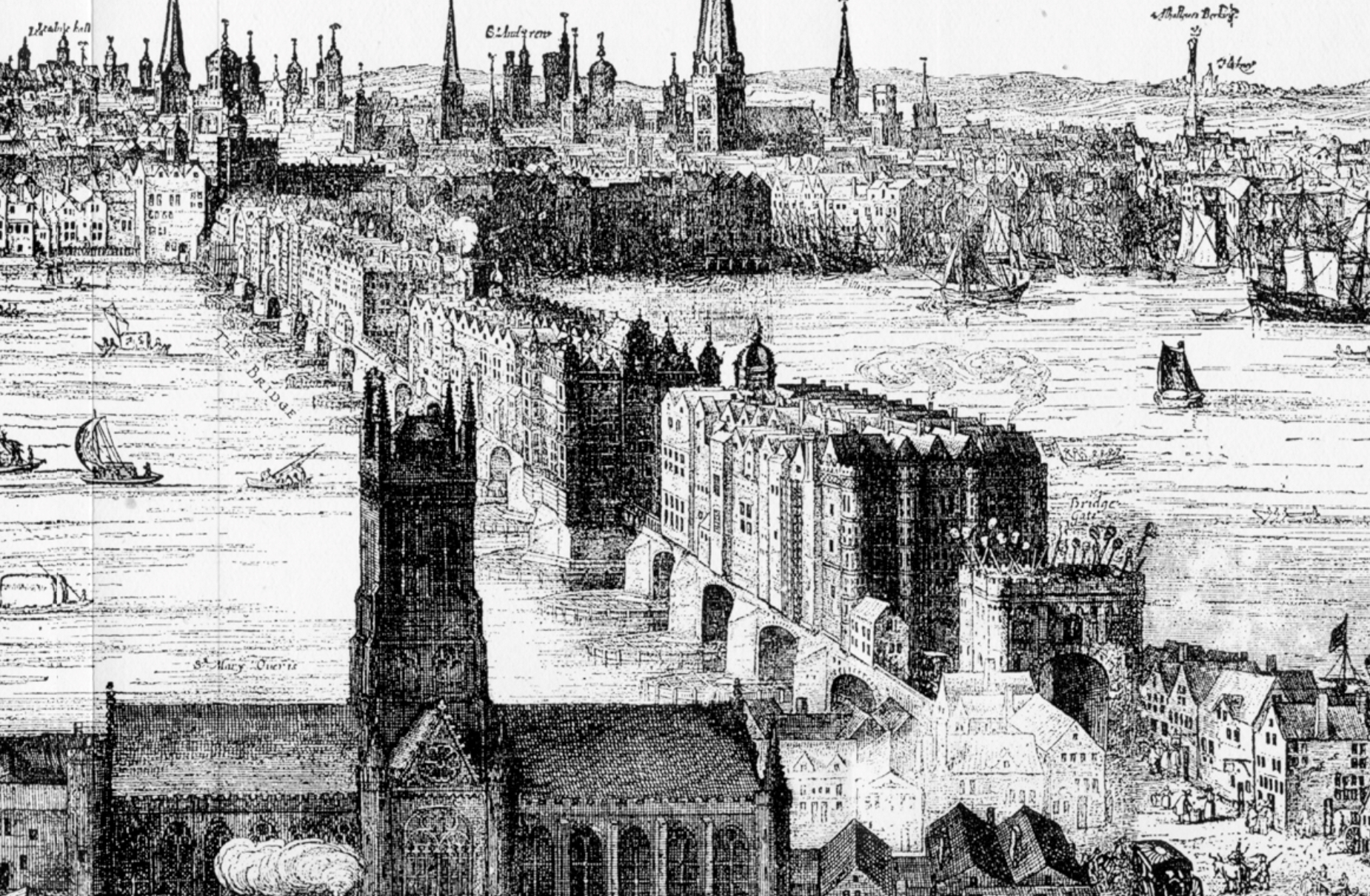
Gravure de Claes Van Visscher représentant l'ancien pont de Londres vue de la rive sud en 1616, avec la cathédrale de Southwark au premier plan.

Un pont de bois existe déjà sous l'occupation romaine à l'époque de Londinium, aux alentours de l'an 50 de notre ère.
Il est remplacé au XIIe siècle par un ouvrage en pierre, construit de 1176 à 1209, qui comporte 19 arches. Ce pont est construit par Isembert (écolâtre de Saintes) clerc de Jean sans Terre et proche d'Aliénor d'Aquitaine. Le 10 juillet 1212, un incendie spectaculaire se produit aux deux extrémités du pont. Isembert serait à l'origine des maisons et des autres bâtiments construits sur le pont qui existent jusqu'en 1770. Ces constructions permettent de financer l'édification du pont grâce aux loyers. L'ouvrage est fortifié. Au-dessus de la porte donnant sur la rive sud, les têtes des condamnés exécutés sont exposées, plantées au bout d'une pique, dont celle, parmi d'autres, de Thomas Cromwell.
En 1831, le pont de Londres est reconstruit en granit par John Rennie. Certaines parties de l'ancien pont, telles que des alcôves qui abritent les piétons, se trouvent désormais à Victoria Park. Cet ouvrage, jugé trop étroit et qui s'affaisse, est à son tour démonté en 1969 et revendu à l'entrepreneur américain Robert P. McCulloch, qui le fait remonter à Lake Havasu City, ville qu'il vient de fonder dans le comté de Mohave, en Arizona.
Le nouvel ouvrage qui le remplace dans la capitale britannique, inauguré en 1973, est l'œuvre de l'architecte Harold King, qui en a fait l'un des ponts les plus modernes de la ville. Le Tower Bridge, pont basculant, se trouve à 900 mètres à peine en aval. 
Deux attentats, tous les deux revendiqués par le groupe  terroriste État islamique, ont eu lieu sur le pont : le  3 juin 2017 un terroriste au volant d'un camion bélier fonce sur des passants faisant plusieurs morts ; le  29 novembre 2019, un terroriste attaque au couteau des passants faisant deux morts.